# Inwazja z Plutona
Inwazja z Plutona – ósmy singel polskiego zespołu Kombi, wydany w 1983 roku przez Tonpress.
Wydany przed albumem Nowy rozdział, singiel był pierwszą zapowiedzią nowego stylu zespołu, który wówczas zmienił swój styl z muzyki rockowej na elektroniczną. Na tym singlu po raz pierwszy zostały użyte syntezator Sequential Circuits oraz automat perkusyjny Roland TR-808 (choć w „Inwazja z Plutona” niektóre fragmenty, np. intro, są grane na perkusji akustycznej).
Według Sławomira Łosowskiego tekst utworu jest aluzją do plutonów ZOMO.
Do obu piosenek zrealizowane zostały teledyski z udziałem członków zespołu, z wyjątkiem Jerzego Piotrowskiego.
Piosenki z singla nie trafiły na następny album zespołu. Wydane zostały natomiast, w zmienionych aranżacjach, na składance The Best of Kombi w roku 1985. Oryginalne wersje utworów zostały wydane po raz pierwszy w 1992 roku na składance CD The Singles.
W 2008 roku remiks utworu „Inwazja z Plutona” autorstwa DJ-a „Mk Schulz” znalazł się na płycie D.A.N.C.E. zespołu Kombii.

## Lista utworów
1. „Inwazja z Plutona” (Grzegorz Skawiński, Waldemar Tkaczyk – Marek Dutkiewicz) – 3:10
2. „Nie ma jak szpan” (Sławomir Łosowski – Marek Dutkiewicz) – 4:00

## Muzycy
- Sławomir Łosowski – instrumenty klawiszowe, programowanie perkusji komputerowej
- Grzegorz Skawiński – wokal, gitara
- Waldemar Tkaczyk – gitara basowa
- Jerzy Piotrowski – perkusja (tylko w utworze „Inwazja z Plutona”)